# Cabiria
À ne pas confondre avec Les Nuits de Cabiria (1957).
Pour plus de détails, voir Fiche technique et Distribution.
Cabiria est un film italien réalisé par Giovanni Pastrone et sorti en 1914. Il est librement adapté du roman Carthage en flammes (1908) d'Emilio Salgari ainsi que de Salammbô (1862) de Gustave Flaubert. Œuvre majeure de l'histoire du cinéma, il est caractérisé par l'ampleur de ses décors.
Ce péplum — un des premiers du genre — impressionnera David Griffith, réalisateur d'Intolérance en 1916.
Le film se déroule pendant la deuxième guerre punique. Un espion romain secondé par Maciste — dont c'est la première apparition à l'écran — infiltre Carthage,.

## Synopsis
La petite Cabiria est portée disparue avec sa nourrice, après l'éruption d'un volcan. Enlevée par des pirates, la petite fille est vendue sur le marché aux esclaves à Carthage. Elle est rachetée par le grand prêtre Karthalo, qui veut la sacrifier au dieu Moloch. Grâce à l'intervention du Romain Fulvius et de son esclave Maciste, qui ont infiltré la ville, Cabiria est sauvée du temple. Maciste remet alors l'enfant à Sophonisba, la fille du général carthaginois Hasdrubal.

### Premier épisode
Batto et sa petite fille Cabiria vivent dans une superbe demeure dans l'ombre de l'Etna à Catane sur l'île de Sicile. Cabiria joue avec des poupées avec sa nourrice Croessa. Lorsque l'Etna entre en éruption, Batto prie le dieu Pluton de les sauver, mais sa maison et ses jardins sont détruits dans la catastrophe. Tout en essayant de s’échapper, les domestiques découvrent un passage secret. Profitant du chaos, ils pillent le trésor caché de Batto, avant de fuir. Dans la tourmente, Croessa et Cabiria se retrouvent avec le groupe de fugitifs. Plus tard, Batto et sa femme pleurent la perte de Cabiria qu'ils croient morte, enterrée sous les décombres.

### Deuxième épisode
Les serviteurs fugitifs se partagent le butin et Croessa reçoit un anneau. Ils sont surpris sur la plage par des pirates phéniciens qui capturent Croessa et Cabiria et les emmènent à Carthage. La petite fille y est vendue à Karthalo, le grand prêtre, qui entend la sacrifier au dieu Moloch. Pendant ce temps, deux espions romains arrivent dans la ville : Fulvius Axilla, un patricien, et son esclave Maciste, un homme à la musculature imposante. Ils trouvent à se loger dans l'auberge de Bodastoret.
Pour empêcher le sacrifice de Cabiria, Croessa fait croire que l'enfant est malade. Mais sa ruse est éventée et elle est punie par les Carthaginois. Plus tard, elle parvient à s'enfuir et rencontre par hasard Fulvius et Maciste. Les reconnaissant comme des compatriotes, elle les supplie de l'aider à sauver Cabiria et leur montre l'anneau de Batto pour les convaincre.
L'entrée de l'immense temple de Moloch est une tête à trois yeux gigantesque, avec la bouche comme portail. Une centaine de jeunes enfants sont offerts par les habitants comme offrandes. Les dévots sont réunis devant la statue colossale du dieu ailé, dont le torse est un four ardent où sont précipitées les victimes. Croessa, Fulvius et Maciste se faufilent dans le temple et sauvent Cabiria avant qu'elle ne soit sacrifiée. Poursuivis par la foule frénétique, ils sont contraints de se réfugier sur le toit du temple. Ils parviennent ensuite à trouver refuge à l'auberge de Bodastoret, mais Croessa périt en chemin, tuée par leurs poursuivants.

### Troisième épisode
Hannibal et ses troupes font leur chemin à travers les sommets enneigés des Alpes, en direction de Rome. Les soldats, mercenaires, éléphants et autres animaux traversent tant bien que mal un environnement hostile. Après avoir appris ces événements à l'auberge, Fulvius décide de rentrer immédiatement à Rome.
Au même moment, le prince numide Massinissa est en visite à Carthage. Le général Hasdrubal, frère d'Hannibal, lui promet la main de sa fille, la belle Sophonisba. Dans une grande salle d'audience avec deux énormes colonnes éléphantesques, Massinissa fait parvenir discrètement un cadeau à l'attention de Sophonisba.
L'aubergiste Bodastoret, attiré par une récompense, se rend dans le temple de Moloch pour y dénoncer ses hôtes romains. Fulvius, Maciste et Cabiria tombent dans une embuscade tendue par des hommes de main du prêtre. Fulvius se jette à la mer pour semer ses assaillants tandis que Maciste et Cabiria trouvent refuge dans le jardin de cèdres d'Hasdrubal. Ils aperçoivent Massinissa et Sophonisba, qui se rencontrent en secret, et Maciste les implore de sauver Cabiria. Au milieu du chaos, Massinissa fait diversion auprès des hommes de main du prêtre, permettant à Sophonisba, Cabiria et une servante de s'enfuir dans le palais. Maciste est alors capturé, puis torturé et enchaîné à une grande meule.

### Quatrième épisode
La flotte romaine assiège Syracuse, une cité grecque alliée de Carthage. Fulvius, qui a rejoint l'armée, participe désormais aux combats. Les galères romaines doivent néanmoins faire face à une arme originale, mise au point par le savant Archimède : un ensemble de miroirs géants, reflétant la lumière du soleil, met le feu aux voiles des navires de la flotte romaine.
Fulvius, portant encore la bague que Croessa lui avait donnée, est à la dérive, avant de s'échouer sur une plage. Des hommes, le voyant inconscient, tentent de lui voler l'anneau, avant que l'un d'entre eux ne reconnaisse l'emblème de la maison de Batto. Fulvius est alors ramené à la maison de ce dernier. Les parents sont ravis d'apprendre que Cabiria est encore en vie, même si Fulvius ne peut certifier qu'elle le soit toujours. Il promet néanmoins à Batto de la retrouver s'il retourne un jour à Carthage.

### Cinquième épisode
Un intertitre nous apprend que Syphax, roi numide rival de Massinissa, a vaincu ce dernier en le forçant à se réfugier dans le désert, avant de s'emparer de la capitale de Cirta. Hasdrubal, souhaitant s'attirer l'alliance de Syphax contre Rome, lui donne la main de Sophonisba. Lors de la cérémonie de fiançailles, la jeune femme ne peut cacher son désespoir.
Massinissa de son côté a forgé une alliance avec le général romain et consul Scipion, qui a débarqué en Afrique avec ses légions. Ils chargent Fulvius de se faufiler jusqu'à Carthage afin d'observer les défenses de la cité. Grâce au déploiement d'une impressionnante pyramide humaine, Fulvius parvient à observer au-delà des remparts de la ville.
Hasdrubal envoie le grand prêtre Karthalo auprès de sa fille Sophonisba, lui donnant pour mission de persuader Syphax d'attaquer les Romains directement. Le convoi de Karthalo traverse alors une vaste région désertique et montagneuse pour rejoindre le royaume numide. Pendant ce temps, Fulvius, qui s'est introduit dans l'enceinte de Carthage, entreprend de rechercher Maciste et Cabiria, prisonniers maintenant depuis dix années. Il parvient à soutirer des informations auprès de Bodastoret. Fulvius, déguisé en affranchi, retrouve Maciste, toujours enchaîné à sa meule. Ce dernier, heureux de retrouver son maître, parvient à se libérer. À leur retour à l'auberge, Bodastoret meurt sous le choc de se retrouver nez à nez avec Maciste. Les deux Romains parviennent ensuite à s'enfuir de Carthage.
Dans la ville de Cirta, devant un palais avec deux énormes colonnes de félins, Syphax présente Sophonisba comme sa reine. Karthalo, qui est présent, remarque la présence d'une belle esclave nommée Élissa — il s'agit de Cabiria, devenue une servante de Sophonisba.
Au milieu des affrontements entre Romains et Carthaginois, Fulvius et Maciste se retrouvent dans une situation désespérée, épuisés et assoiffés dans le désert. Maciste aperçoit au loin un feu. C'est le camp de Syphax, incendié par Scipion et Massinissa. Fulvius et Maciste sont alors capturés par l'armée de Syphax en déroute et se retrouvent enfermés dans un cachot à Cirta, avec d'autres prisonniers. Cabiria les prend en pitié et leur apporte de l'eau, sans les reconnaître.
Bientôt, Cirta est assiégée par les forces de Massinissa. La ville est défendue par ses occupants, qui parviennent à repousser l'ennemi. Dans l'enceinte du palais, Sophonisba fait un cauchemar, rêvant du dieu Moloch. Effrayée, elle interprète son rêve comme présage que Cabiria a attiré le malheur sur Carthage. La reine avoue au prêtre Karthalo ce qui est arrivé dans le jardin de cèdres il y a tant d'années, lorsqu'elle recueillit la jeune fille et en fit sa servante.
Maciste, qui a forcé les barreaux de sa prison grâce à sa force, est déterminé à se venger de Karthalo. Il fait irruption à travers une fenêtre juste à temps pour sauver Cabiria des mains du prêtre. Fulvius le rejoint dans la mêlée mais dans le chaos ils sont séparés de Cabiria et doivent se barricader dans un entrepôt du palais. Fulvius est consterné d'apprendre que la jeune fille qu'il venait de voir n'était autre que Cabiria.
Juste devant les murs de Cirta se tient un spectacle effroyable : le roi Syphax, enchaîné, raillé par son rival Massinissa, est montré aux habitants de la ville. Paniquant à la vue de son roi déchu, la cité ouvre ses portes à Massinissa et aux Romains. Dans la grande salle du palais, Sophonisba, abandonnant sa fierté, se jette aux pieds de Massinissa. Toujours amoureux de la jeune femme, le vainqueur l'épouse sur le champ et lui promet de ne pas la livrer aux Romains.
Massinissa, averti de la présence de Fulvius et Maciste dans le palais, décide de leur laisser la vie sauve, ayant appris les exploits des deux héros. Sophonisba indique en revanche que les gardes ont tué Cabiria.
Scipion et son lieutenant Lelius arrivent au camp romain, près de Cirta. Lelius, dont les forces ont précédé Scipion, lui annonce le revirement de Massinissa envers Sophonisba. Au début, Massinissa défie Scipion avec arrogance, avant de finalement le supplier d'épargner à Sophonisba l'humiliation d'être exhibée comme esclave à Rome. Néanmoins, Scipion ne cède pas à son allié.
En désespoir de cause, Massinissa persuade Fulvius de lui prêter l'aide de son esclave Maciste. Ce dernier reçoit un bracelet dans lequel est dissimulé un message à destination de Sophonisba. En lisant le message, la reine comprend qu'elle doit s'empoisonner avec la poudre contenue dans le creux du bijou. Avec courage, entourée de sa cour, elle boit le breuvage mortel. Elle retire ses parures et ornements et les donne à ses serviteurs. Fulvius, qui a eu vent du message et de l'empoisonnement de la reine, arrive trop tard. Sophonisba, se tordant de douleur, révèle alors que Cabiria vit toujours. Celle-ci est délivrée de sa cellule et arrive à temps pour voir la malheureuse reine expirer.
Fulvius, Masciste et Cabiria partent ensuite pour Rome. Alors que Maciste joue de la flûte de Pan, Fulvius déclare son amour à Cabiria.

## Fiche technique

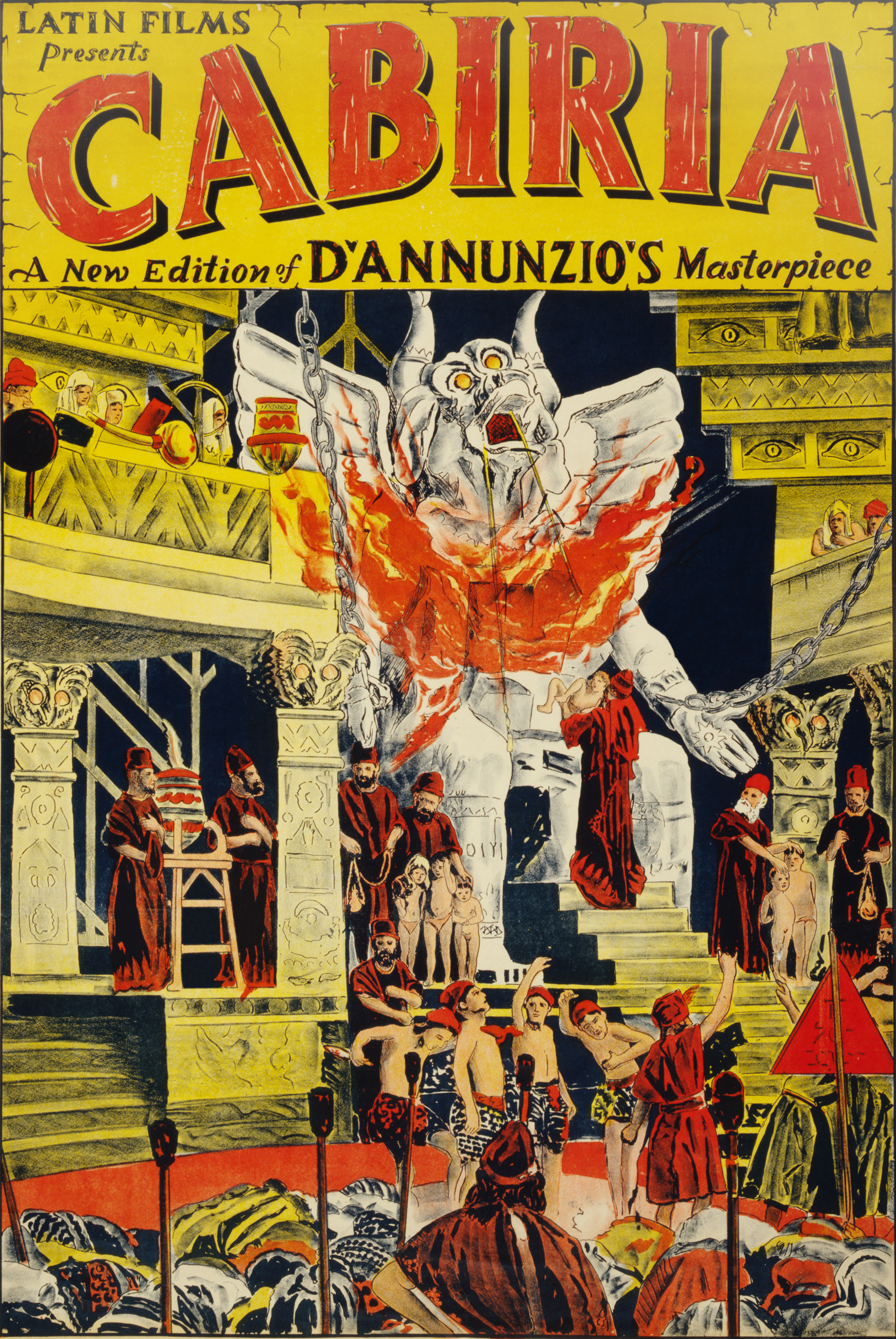
Affiche de 1914 restaurée.

- Réalisation et scénario : Giovanni Pastrone
- Musique originale : Ildebrando Pizzetti
- Intertitres : Gabriele D'Annunzio
- Opérateurs : Segundo de Chomón, Giovanni Tomatis, Augusto Battagliotti, Natale Chiusano
- Maison de production : Itala Film
- Pays d'origine :  Royaume d'Italie
- Genre : Péplum
- Durée : 180 minutes
- Dates de sortie : 
  - Royaume d'Italie : 18 avril 1914 (première à Turin)
  - France : 25 novembre 1915

## Distribution
- Carolina Catena : Cabiria enfant
- Lidia Quaranta : Cabiria
- Gina Marangoni : Croessa
- Dante Testa : Karthalo, le grand prêtre
- Umberto Mozzato : Fulvio « Fulvius » Axilla
- Bartolomeo Pagano : Maciste, esclave d'Axilla
- Raffaele di Napoli : Bodastoret, l'aubergiste
- Émile Vardannes : Hannibal
- Edoardo Davesnes : Hasdrubal
- Italia Almirante Manzini : Sophonisba, fille de Hasdrubal
- Enrico Gemelli : Archimède
- Felice Minotti
- Alex Bernard : Syphax, roi de Cirta (crédité Alessandro Bernard)

## Autour du film
- Le film a été tourné dans les studios Fert à Turin et en décors naturels en Tunisie et en Sicile.
- Une réédition en version sonore et chantée, réalisée par Gennaro Dini, est sortie en France en mars 1933[4].